# Scudderiini
Scudderiini – plemię owadów prostoskrzydłych z rodziny pasikonikowatych i podrodziny długoskrzydlakowych. Rodzajem typowym jest Scudderia.

## Zasięg występowania
Przedstawiciele tego plemienia występują w Ameryce Północnej i Południowej. 

## Systematyka
Do Scudderiini zaliczanych jest 111  gatunków zgrupowanych w 16 rodzajach:
- Aganacris
- Caroliniella
- Ceraia
- Ceraiaella
- Ctenophorema
- Euceraia
- Harroweria
- Homotoicha
- Inscudderia
- Ligocatinus
- Parascudderia
- Phanerocercus
- Scudderia
- Theudoria
- Vellea
- Zenirella